# Toronto/Buttonville Municipal Airport
Toronto/Buttonville Municipal Airport är en flygplats i Kanada.   Den ligger i York Region och provinsen Ontario, i den sydöstra delen av landet, 300 km sydväst om huvudstaden Ottawa. Toronto/Buttonville Municipal Airport ligger 198 meter över havet.